# Dhāl

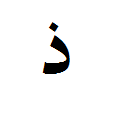
Dhal in isolierter Form

Dhāl (arabisch ﺫال, DMG Ḏāl) ist der neunte Buchstabe des arabischen Alphabets. Ihm ist der Zahlenwert 700 zugeordnet.

## Entstehung
Im Gegensatz zu den meisten anderen arabischen Buchstaben ist das Dhal nicht direkt aus einem phönizischen Buchstaben hervorgegangen. In der Frühzeit der arabischen Sprache fehlten noch die diakritischen Punkte, Dhal wurde genau so wie das Dal geschrieben. Zur Unterscheidung der beiden Buchstaben wurde dem Dhal später ein Punkt hinzugefügt.

## Lautwert und Umschrift
Das Dhal entspricht dem stimmhaften englischen „th“-Laut [ð] in this oder that. In der DMG-Umschrift wird Dhal als unterstrichenes „d“ (ḏ) wiedergegeben. In der nichtwissenschaftlichen Umschrift wird meist „dh“ verwendet. In der IPA-Lautschrift entspricht er dem [ð].
In zahlreichen arabischen Dialekten, so auch im Maltesischen, wird Dhal wie Dal ausgesprochen; im Maltesischen, das das lateinische Alphabet verwendet, wird es auch „d“ geschrieben.
Dhal ist ein Sonnenbuchstabe, d. h., ein vorausgehendes al- (bestimmter Artikel) wird assimiliert.

## Dhal in Unicode
| Unicode Codepoint | U+0630             |
| Unicode-Name      | ARABIC LETTER THAL |
| HTML              | &#1584;            |
| ISO 8859-6        | 0xd0               |